# 7 oktober
7 oktober is de 280ste dag van het jaar (281ste dag in een schrikkeljaar) in de gregoriaanse kalender. Hierna volgen nog 85 dagen tot het einde van het jaar.

## Gebeurtenissen
- Algemeen
  - 1903 - Een Frans vissersschip uit Boulogne strandt bij Hoek van Holland, 13 doden.
  - 1919 - De Nederlandse luchtvaartmaatschappij KLM wordt opgericht en is daarmee de oudst bestaande luchtvaartmaatschappij van de wereld.[1]
  - 1985 - Het cruiseschip Achille Lauro wordt gekaapt door Palestijnse terroristen.[1]
  - 1992 - Abimael Guzmán, de leider van de Peruviaanse maoïstische guerrillabeweging Lichtend Pad, wordt door een militaire rechtbank na een proces achter gesloten deuren veroordeeld tot levenslange celstraf wegens hoogverraad.
  - 2010 - Overstromingen en modderlawines in de Indonesische provincie West-Papoea kosten aan minstens 97 mensen het leven en maken duizenden mensen dakloos.
  - 2011 - Het Nobelcomité maakt bekend dat de Nobelprijs voor de Vrede is toegekend aan Ellen Johnson Sirleaf, Leymah Gbowee en Tawakkul Karman voor hun inspanningen ter verbetering van vrouwenrechten.
  - 2015 - De Verenigde Staten laat eind oktober meer dan 5000 gevangenen vervroegd vrij om overbevolking in de gevangenissen tegen te gaan.
  - 2016 - De leider van de Turkse Hells Angels uit de Duitse stad Gießen is doodgeschoten.[2]
  - 2016 - De Eenheid Den Haag van het Korps Nationale Politie concludeert na een interne onderzoek naar de dood van Mitch Henriquez dat vier van vijf betrokken politieagenten ernstig plichtsverzuim valt te verwijten en de vijfde betrokken agent plichtsverzuim pleegde.[3]
  - 2017 - Tienduizenden Spanjaarden gaan de straat op om de crisis over een eenzijdige afsplitsing van Catalonië te bezweren. De betogers, in Barcelona in het wit gekleed en met witte ballonnen, scandeerden voor het stadhuis leuzen als 'minder haat', 'meer dialoog' en 'minder testosteron'. Ook in Madrid wordt gedemonstreerd. De betogers roepen in beide steden op tot vreedzaam overleg.
  - 2021 - Bij een aardbeving met een kracht van 5,9 vallen in de Pakistaanse provincie Beloetsjistan zeker 20 doden en honderden gewonden. Het epicentrum ligt ca. 100 km ten oosten van Quetta.[4][5]
  - 2022 - De Nobelprijs voor de Vrede is dit jaar toegekend aan de Wit-Russische mensenrechtenactivist Ales Bialiatski en de Russische mensenrechtenorganisatie Memorial en de Oekraïense organisatie Center for Civil Liberties.[6]
  - 2023 - Het westen van Afghanistan wordt getroffen door een aardbeving met een kracht van 6,3 op de schaal van Richter met het epicentrum zo'n 40 kilometer ten noordwesten van de stad Herat, gevolgd door een reeks zware naschokken. Volgens de Verenigde Naties is er sprake van enkele honderden doden.[7]
  - 2023 - De humanitaire VN-organisatie OCHA maakt bekend dat Somalië zwaar getroffen is door zware regenval en daaropvolgende overstromingen die op 4 oktober 2023 zijn begonnen in Baidoa en het gebied om deze stad. Zeker 86.000 mensen zijn in problemen geraakt door de regens die het begin van de regentijd markeren maar heviger zijn dan normaal vanwege het El Niño fenomeen.[8]
- Oorlog
  - 1571 - Slag bij Lepanto, waarin de Turkse vloot door de christelijke alliantie werd verslagen.[1]
  - 1940 - Duitsland valt Roemenië binnen.[1]
  - 1943 - Japan executeert 100 Amerikaanse gevangenen op Wake.[1]
  - 1944 - de eerste raketaanval op België: om 22u sloeg een V-2-bom in op Brasschaat, een gemeente ten noordoosten van Antwerpen.
  - 1944 - De eerste en enige gewapende opstand in het concentratiekamp Auschwitz door het Sonderkommando. Deze gebeurtenissen zijn verfilmd in de film The Grey Zone.
  - 1950 - De Verenigde Naties onder leiding van de Verenigde Staten vallen Korea binnen.
  - 2010 - Bij een dubbele bomaanslag op een soefiheiligdom in de Zuid-Pakistaanse havenstad Karachi komen minstens negen mensen om het leven.
  - 2001 - Amerikaanse invasie van Afghanistan, begin van de Afghaanse Oorlog.
  - 2015 - Het Syrische regeringsleger voert samen met de Libanese militante beweging Hezbollah en Iraanse grondtroepen een groot offensief in de provincies Hama en Idlib. Ze worden daarbij ondersteund door Russische lucht- en raketaanvallen.
  - 2023 - De Palestijnse terroristische organisatie Hamas voert een massale verrassingsaanval uit op Israël. Ze vuren duizenden raketten af en gewapende militanten steken de grens over, vallen burgers aan en maken militair materieel buit. Circa 200 Israëlische militairen worden gedood. Onder meer op het Supernova festival bij de kibboets Re'im richten Hamas-terroristen een bloedbad aan. Op grote schaal vinden wreedheden en verkrachtingen plaats, waarbij 1000 onschuldige burgers (festivalgangers en kibboets bewoners) in koelen bloede worden vermoord. Daarnaast worden nog eens 260 burgers (van baby's tot bejaarden) ontvoerd naar Gaza. Israël reageert met luchtaanvallen op Hamas-doelen in de Gazastrook. Het is het begin van een uitgebreide oorlog tussen Israël en Hamas.[9][10]
- Politiek
  - 1840 - Koning Willem I doet afstand van de troon.[1]
  - 1949 - De Duitse Democratische Republiek (DDR) wordt gevormd.[1]
  - 1960 - De Amerikaanse presidentskandidaten John F. Kennedy en Richard Nixon hebben een vierde verkiezingsdebat over de Koude Oorlog.
  - 2000 - Vojislav Koštunica legt in Joegoslavië de eed af als president.
  - 2010 - De Nederlandse koningin Koningin Beatrix benoemt VVD-leider Mark Rutte tot formateur van het minderheidskabinet-Rutte van VVD en CDA, dat gedoogsteun krijgt van de PVV.
  - 2012 - Tijdens de presidentsverkiezingen wordt Hugo Chávez herverkozen als president van Venezuela en begint aan een vierde termijn.
  - 2014 - De vier onderhandelende partijen voor de Belgische federale regering (N-VA, CD&V, Open VLD en MR) bereiken een regeringsakkoord. Charles Michel (MR) wordt voorgedragen als eerste minister.
  - 2016 - De Verenigde Staten heffen de laatste economische sancties tegen Myanmar op.
  - 2016 - De Filipijnen schorten alle militaire oefeningen met de Verenigde Staten op.[11]
  - 2017 - Het nieuwe kabinet doorbreekt de politieke patstelling in de al decennialang slepende discussie over het Nederlandse gedoogbeleid van softdrugs. Er komen plantages onder staatstoezicht, waarvan maximaal tien gemeenten de komende vier jaar wiet mogen afnemen.
  - 2019 - Na een telefonisch overleg met de Turkse president Erdoğan kondigt president Trump aan dat de Amerikaanse troepen definitief worden teruggetrokken uit Rojava, een autonome Koerdische regio in Noord-Syrië.
- Religie
  - 1947 - Bisschopswijding van Antonius Hanssen, bisschop-coadjutor van Roermond.
  - 1954 - Encycliek Ad Sinarum Gentem van Paus Pius XII aan het Chinese volk over de supranationaliteit van de Kerk.
  - 1956 - Zaligverklaring van Paus Innocentius XI.
  - 1990 - Zaligverklaring van de Italiaanse priesters Hannibal Mary Di Francia (1851-1927) en Joseph Allamano (1851-1926) in Rome door Paus Johannes Paulus II.
  - 2003 - Paus Johannes Paulus II bezoekt het Heiligdom van Onze-Lieve-Vrouw van de Rozenkrans in Pompeï.
- Sport
  - 1946 - Opening van het Qemal Stafastadion in Tirana, Albanië.
  - 2007 - In de wedstrijd Heerenveen-Heracles (9-0) scoort Afonso Alves zeven keer, een record in de geschiedenis van de eredivisie.
  - 2017 - Bij het kwalificatietoernooi voor het WK 2018 wint Oranje met 3-1 in Borisov van Wit-Rusland, maar door de 8-0 zege van de Zweden tegen Luxemburg lijkt Oranje kansloos om zich te plaatsen voor het WK Voetbal.
  - 2017 - Het Nigeriaans voetbalelftal plaatst zich dankzij een 1-0 overwinning in eigen huis op Zambia voor het WK voetbal 2018 in Rusland.
  - 2017 - De Noorse voetbalbond betaalt mannelijke en vrouwelijke internationals voortaan evenveel. Alle spelers van de nationale elftallen kunnen dezelfde premies tegemoet zien voor hun prestaties in de nationale elftallen.
  - 2021 - Bij de Europese Kampioenschappen baanwielrennen in het Zwitserse Grenchen wint Shanne Braspennincx de gouden medaille op de sprint.[12]
  - 2021 - Bij de Europese Kampioenschappen baanwielrennen in het Zwitserse Grenchen haalt Vincent Hoppezak zilver bij de scratch.[13]
  - 2021 - Bij de wereldbekerwedstrijden kortebaan in Boedapest duikt zwemmer Luc Kroon 0,15 seconden onder zijn eigen Nederlands record op de 400 meter vrije slag in een tijd van 3.39,69.[14]
  - 2023 - Max Verstappen wordt voor de derde maal op rij wereldkampioen in de Formule 1. In de Grand Prix van Qatar valt zijn concurrent Sergio Pérez in de sprintrace uit, waardoor Verstappen, die zelf tweede wordt, niet meer in te halen is in het F1-klassement.[15]
  - 2023 - Pools wielrenster Kasia Niewiadoma wint de Wereldkampioenschappen gravel in Veneto (Italië). De Italiaanse Silvia Persico verslaat in de eindsprint Demi Vollering uit Nederland, die haar landgenotes Yara Kastelijn en Lorena Wiebes als vierde en vijfde ziet eindigen.[16]
  - 2023 - De Sloveen Tadej Pogačar schrijft voor de derde achtereenvolgende keer de Ronde van Lombardije op zijn naam. Italiaans wielrenner Andrea Bagioli wordt tweede en Pogačars landgenoot Primož Roglič komt als derde over de eindstreep.[17]
  - 2023 - Voetbalclub Almere City FC noteert de eerste thuiszege in de Eredivisie in de historie van de voetbalclub door RKC Waalwijk met 1-0 te verslaan.[18]
- Wetenschap en technologie
  - 1913 - Henry Ford introduceert de lopende band.[1]
  - 1916 - De Provinciale Utrechtse Elektriciteits Maatschappij wordt opgericht.
  - 1920 - Het Ir. D.F. Woudagemaal te Lemmer wordt in gebruik genomen.
  - 1952 - De streepjescode ofwel barcode werd officieel gepatenteerd.[1]
  - 1959 - Loena 3 maakt de eerste foto's van de "achterkant" van de maan; een Britse observatiepost verspreidde de foto's eerder in het Westen dan de Sovjets in de Sovjet-Unie zelf.
  - 2002 - Spaceshuttle Atlantis wordt gelanceerd voor missie STS-112 om een bouwelement naar het ISS te brengen.[19]
  - 2010 - Het Nobelcomité maakt bekend dat de Nobelprijs voor de Literatuur dit jaar is toegekend aan de Peruviaanse schrijver en politicus Mario Vargas Llosa.
  - 2014 - De Nobelprijs voor de Natuurkunde gaat dit jaar naar de Japanners Isamu Akasaki en Hiroshi Amano, en de Japans/Amerikaanse Shuji Nakamura voor de uitvinding van efficiënte blauwlichtdiodes die energiebesparende witte verlichting mogelijk maken.
  - 2015 - De WHO maakt bekend dat er afgelopen week voor het eerst in anderhalf jaar wereldwijd geen nieuwe besmetting van ebola is gerapporteerd.
  - 2015 - De Britse wetenschapper Tomas Lindahl en de Amerikanen Paul Modrich en Aziz Sancar krijgen de Nobelprijs voor de Scheikunde toegekend vanwege hun onderzoek naar DNA-reparatie.
  - 2016 - Aan de Colombiaanse president Juan Manuel Santos is de Nobelprijs voor de Vrede toegekend: Voor zijn vastberaden inspanningen om de al 50 jaar durende burgeroorlog in zijn land te beëindigen".
  - 2019 - Het Nobelcomité maakt bekend dat de Nobelprijs voor Fysiologie of Geneeskunde dit jaar gaat naar de Amerikanen William Kaelin, Gregg Semenza en de Brit Peter Ratcliffe voor hun onderzoek naar hoe cellen in aanraking komen met zuurstof en zich daaraan aanpassen.[20]
  - 2021 - Het Nobelcomité maakt bekend dat de Nobelprijs voor Literatuur dit jaar naar de Tanzaniaanse schrijver Abdulrazak Gurnah gaat.[21]
  - 2022 - Lancering van een Lange Mars 11H raket vanaf het DeBo 3 schip in de Gele Zee bij China voor de CentiSpace-1 S5 & S6 missie met twee satellieten van Future Navigation die moeten gaan zorgen voor diensten ter verbetering van GNSS signalen.[22]
  - 2022 - Lancering van een Electron raket van Rocket Lab vanaf LC-1B op het Māhia schiereiland in Nieuw-Zeeland voor de It Argos Up From Here missie met de GAzelle satelliet die deel gaat uitmaken van de Argos worldwide Data Collection System (Argos DCS) constellatie.[23]
  - 2023 - Lancering van een Miura 1 raket van het Spaanse ruimtevaartbedrijf PLD Space vanaf het El Arenosillo lanceercomplex in Huelva (Spanje) voor een suborbitale testvlucht. De raket bereikt een hoogte van 46 km (gepland: 80 km) tijdens een missie van 5 minuten (gepland: 12 minuten) waarna de herbruikbare draagraket uit de Atlantische Oceaan wordt gehaald. Het bedrijf is tevreden met dit resultaat.[24][25][26]

## Geboren

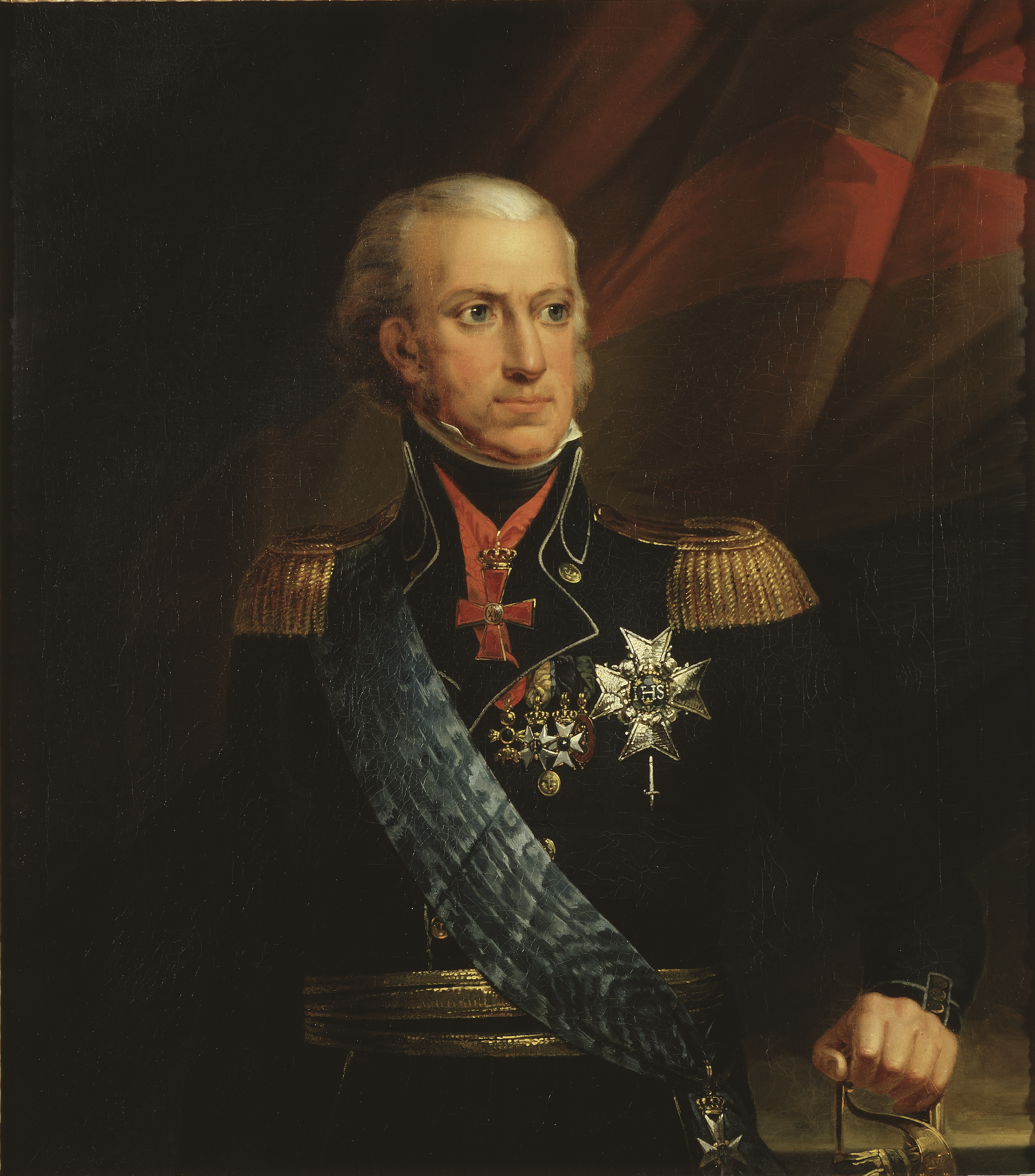
Karel XIII van Zweden
geboren in 1748

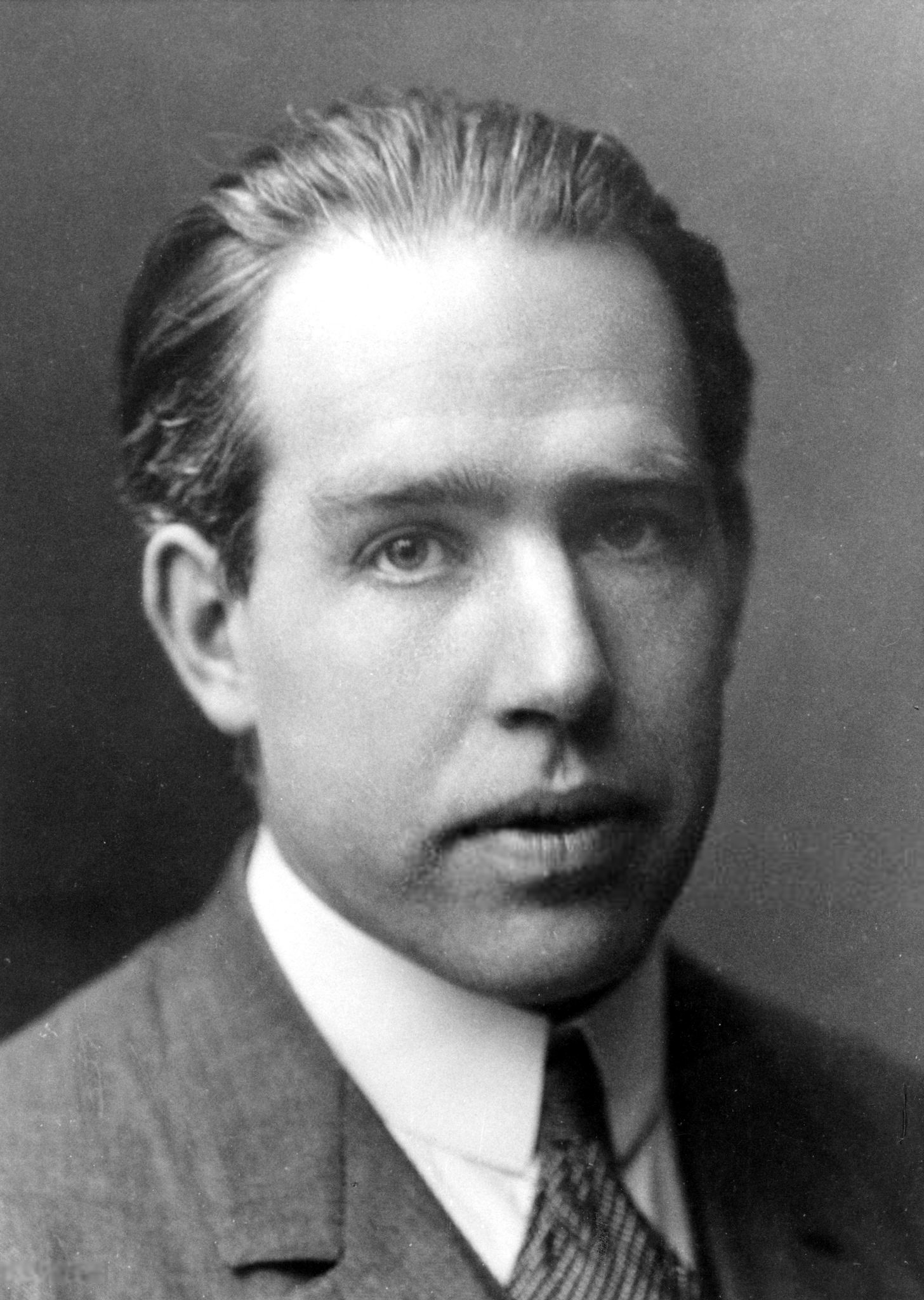
Niels Bohr
geboren in 1885

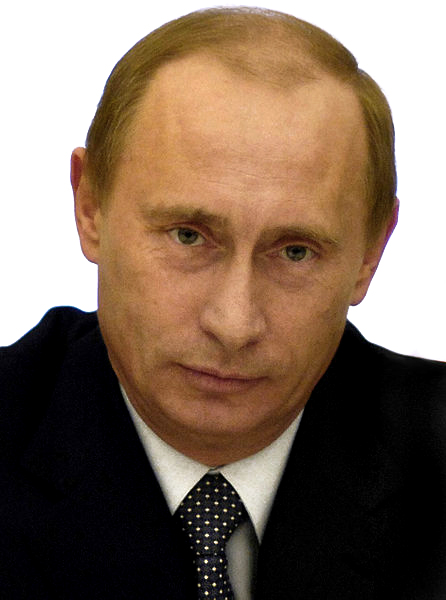
Vladimir Poetin
geboren in 1952

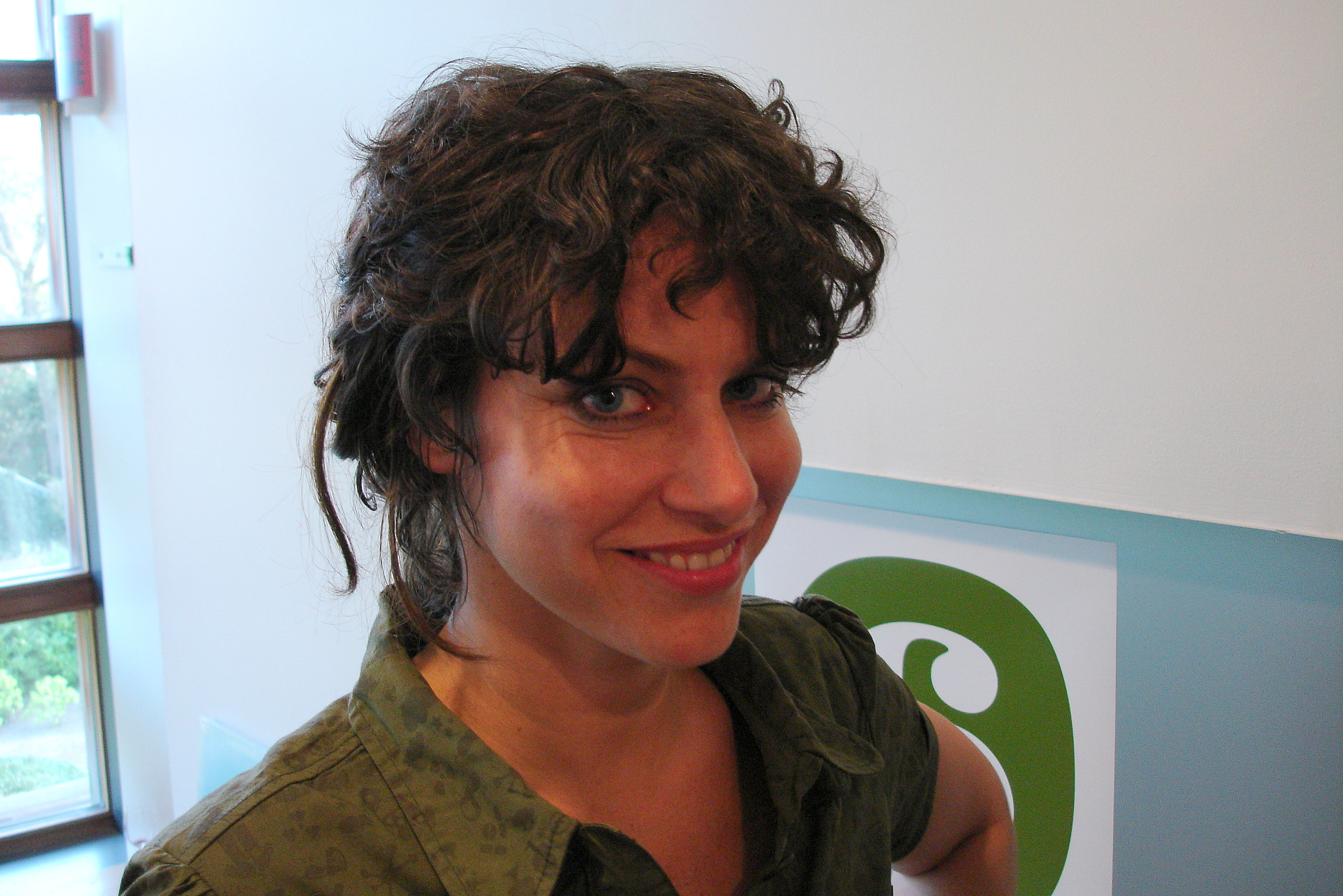
Ellen ten Damme
geboren in 1967

- 1589 - Maria Magdalena van Oostenrijk aartshertogin van Oostenrijk (overleden 1631)
- 1675 - Rosalba Carriera, Italiaans pastelschilderes (overleden 1757)
- 1748 - Karel XIII van Zweden, koning van Zweden en als Karel II koning van Noorwegen (overleden 1818)
- 1765 - Maurice de Riquet de Caraman, Frans militair en politicus (overleden 1835)
- 1794 - Wilhelm Müller, Duits dichter (overleden 1827)
- 1809 - Johann Heinrich Blasius, Duits bioloog (overleden 1870)
- 1841 - Koning Nicolaas I van Montenegro (overleden 1921)
- 1850 - Taeke Boonstra, Nederlands architect (overleden 1932)
- 1853 - James Whitcomb Riley, Amerikaans schrijver en dichter (overleden 1916)
- 1854 - Christiaan de Wet, Zuid-Afrikaans politicus en generaal (overleden 1922)
- 1860 - Margarethe Selenka, Duits wetenschapster (overleden 1922)
- 1863 - Jan van Zutphen, Nederlands vakbondsbestuurder (overleden 1958)
- 1867 - Domenico Jorio, Italiaans curiekardinaal (overleden 1954)
- 1869 - Sergej Michajlovitsj van Rusland, grootvorst van Rusland (overleden 1918)
- 1870 - Uncle Dave Macon, Amerikaans zanger, banjospeler, songwriter en entertainer (overleden 1952)
- 1880 - Paul Hausser, Duits militair (overleden 1972)
- 1885 - Niels Bohr, Deens natuurkundige (overleden 1962)
- 1888 - Henry Wallace, Amerikaans politicus en vicepresident (overleden 1965)
- 1889 - Heinrich Eduard Jacob, Duits/Amerikaans journalist en schrijver (overleden 1967)
- 1891 - Hendrik Wiegersma, Nederlands arts en kunstenaar (overleden 1969)
- 1893 - Mary Margaret Smith, Amerikaans supereeuwelinge (overleden 2006)
- 1894 - Herman Dooyeweerd, Nederlands filosoof (overleden 1977)
- 1894 - Walter Melzer, Duits generaal (overleden 1961)
- 1896 - Albert Droesbeke, Belgisch kunstschilder en houtsnijwerker (overleden 1929)
- 1899 - Remi Criel, Belgisch burgemeester (overleden 1973)
- 1900 - Heinrich Himmler, Duits nazipoliticus en leider van de SS (overleden 1945)
- 1903 - Theo Haze, Nederlands spion en verzetsstrijder (overleden 1972)
- 1905 - Andy Devine, Amerikaans acteur (overleden 1977)
- 1911 - Jo Jones, Amerikaans jazz-drummer (overleden 1985)
- 1911 - Vaughn Monroe, Amerikaans zanger, acteur en tv-host (overleden 1973)
- 1911 - Wim Quint, Nederlands radioprogrammamaker en -presentator (overleden 1983)
- 1912 - Peter Walker, Brits autocoureur (overleden 1984)
- 1913 - Simon Carmiggelt, Nederlands journalist en schrijver (overleden 1987)
- 1913 - Elizabeth Janeway, Amerikaans schrijfster, critica en feministe (overleden 2005)
- 1914 - Alfred Drake, Amerikaans zanger en acteur (overleden 1992)
- 1916 - Buzz Barton, Amerikaans autocoureur (overleden 2002)
- 1916 - Leonce-Albert Van Peteghem, Belgisch bisschop van Gent (overleden 2004)
- 1917 - June Allyson, Amerikaans actrice (overleden 2006)
- 1919 - Anton Blok, Nederlands atleet (overleden 1977)
- 1919 - Zelman Cowen, Australisch politicus (overleden 2011)
- 1919 - Erik Elmsäter, Zweeds atleet en Noords skiër (overleden 2006)
- 1920 - Dick Engelbracht, Nederlands stemacteur (overleden 1998)
- 1921 - Raymond Goethals, Belgisch voetbalcoach (overleden 2004)
- 1922 - Reina Prinsen Geerligs, Nederlands schrijfster (overleden 1943)
- 1922 - Martha Stewart, Amerikaans actrice en zangeres (overleden 2021)
- 1923 - Irma Grese, Duits kampbewaakster en oorlogsmisdadigster (overleden 1945)
- 1923 - Toon van Welsenes, Nederlands atleet (overleden 1974)
- 1924 - Rudolf Vanmoerkerke, Belgisch ondernemer en sportbestuurder (overleden 2014)
- 1926 - Marcello Abbado, Italiaans componist, dirigent en pianist (overleden 2020)
- 1927 - Al Martino (Alfred Cini), Italiaans-Amerikaans zanger en acteur (overleden 2009)
- 1928 - Lorna Wing, Brits psychiater (overleden 2014)
- 1929 - Dirkje Kuik, Nederlands schrijfster (overleden 2008)
- 1930 - Bernard Collomb, Frans autocoureur (overleden 2011)
- 1930 - Jean Forestier, Frans wielrenner
- 1930 - Kick Stokhuyzen, Nederlands televisiepresentator (overleden 2009)
- 1931 - Mohamed Shahabuddeen, Guyaans politicus en rechter (overleden 2018)
- 1931 - Desmond Tutu, Zuid-Afrikaans aartsbisschop en anti-apartheidsactivist, winnaar van de Nobelprijs voor de Vrede (overleden 2021)
- 1932 - Jo Gijsen, Nederlands bisschop van Roermond en Reykjavik (overleden 2013)
- 1933 - Jonathan Penrose, Brits schaker (overleden 2021)
- 1934 - Amiri Baraka, Amerikaans schrijver en dichter (overleden 2014)
- 1934 - Ulrike Meinhof, Duits journaliste en terroriste (overleden 1976)
- 1935 - Thomas Keneally, Australisch schrijver van het boek Schindler's List
- 1935 - René Swartenbroekx, Belgisch schrijver
- 1935 - Piet Wijgergangs, Nederlands politicus
- 1939 - Harold Kroto, Brits scheikundige (overleden 2016)
- 1939 - Laurent Monsengwo Pasinya, Congolees kardinaal (overleden 2021)
- 1939 - Bep Thomas, Nederlands voetbalscheidsrechter
- 1940 - Joke Bijleveld, Nederlands atlete
- 1940 - Larry Jon Wilson, Amerikaans countryzanger (overleden 2010)
- 1943 - Ad van Denderen, Nederlands fotograaf
- 1943 - Oliver North, Amerikaans militair, middelpunt van Iran-Contra schandaal onder Reagan
- 1945 - Kevin Godley, Brits muzikant van onder meer 10cc en Godley & Creme
- 1946 - Edward Asscher, Nederlands politicus
- 1950 - Jakaya Kikwete, Tanzaniaans politicus
- 1950 - Maartje van Weegen, Nederlands journaliste en televisiepresentatrice
- 1951 - Leif Gustafsson, Zweeds motorcoureur
- 1951 - John Mellencamp, Amerikaans zanger, bekend als John Cougar
- 1952 - Flavio Perlaza, Ecuadoraans voetballer
- 1952 - Vladimir Poetin, Russisch premier/president
- 1953 - Tico Torres, Amerikaans drummer van de rockgroep Bon Jovi
- 1955 - Rudy De Bie, Belgisch veldrijder
- 1955 - Rob de Kip, Nederlands voetballer
- 1955 - Yo-Yo Ma, Chinees-Amerikaans-Frans cellist
- 1955 - Johan Van Leirsberghe, Belgisch atleet
- 1957 - Faruk Hadžibegić, Bosnisch voetballer en voetbalcoach
- 1957 - Peter Nissen, Nederlands theoloog, kerkhistoricus, hoogleraar en predikant
- 1957 - Michael W. Smith, Amerikaans gospel- en praiseartiest
- 1957 - Jayne Torvill, Brits kunstschaatsster
- 1959 - Steven Erikson, Canadees archeoloog, antropoloog en auteur
- 1959 - Lourdes Flores, Peruviaans politicus
- 1959 - Loris Reggiani, Italiaans motorcoureur
- 1960 - Viktor Lazlo (Sonia Dronier), Frans-Belgisch zangeres, actrice en romanschrijfster
- 1960 - Chris Van den Durpel, Belgisch acteur en imitator
- 1961 - Benny Chan, Hongkongs filmregisseur en scenarioschrijver (overleden 2020)
- 1961 - Hugo Haenen, Nederlands acteur
- 1961 - Robert Varkonyi, Amerikaans pokerspeler
- 1962 - Tommy Steiner, Duits schlagerzanger
- 1964 - Sam Brown, Brits zangeres
- 1965 - Juul Ellerman, Nederlands voetballer
- 1966 - Tania Aebi, Amerikaans zeilster
- 1966 - Pim Hoekzema, Nederlands parttime autocoureur
- 1967 - Peter Baker, Engels golfer
- 1967 - Toni Braxton, Amerikaans zangeres
- 1967 - Ellen ten Damme, Nederlands zangeres en actrice
- 1967 - Csaba Tóth, Hongaars autocoureur
- 1968 - Ljoedmila Petrova, Russisch atlete
- 1968 - Thom Yorke, Brits zanger (Radiohead)
- 1969 - Chris Brands, Nederlands triatleet
- 1969 - Hester Maij, Nederlands politica
- 1969 - Ard van der Steur, Nederlands politicus
- 1969 - Peter Welleman, Nederlands illustrator
- 1970 - Nicole Ari Parker, Amerikaans actrice
- 1970 - Marc van Uchelen, Nederlands filmacteur en -producent (overleden 2013)
- 1971 - Ismael Urzaíz, Spaans voetballer
- 1972 - Marlou Aquino, Filipijns basketballer
- 1972 - Loek van Wely, Nederlands schaker
- 1972 - Remco van Wijk, Nederlands hockeyer
- 1973 - Nélson de Jesús Silva (Dida), Braziliaans voetbaldoelman
- 1973 - Sami Hyypiä, Fins voetballer
- 1973 - William Lok, Hongkongs autocoureur
- 1973 - Hans Peter Minderhoud, Nederlands dressuurrijder
- 1974 - Charlotte Perrelli (Charlotte Nilsson), Zweeds zangeres
- 1975 - Ryuzo Morioka, Japans voetballer
- 1976 - Edwin Congo, Colombiaans voetballer
- 1976 - Gilberto Silva, Braziliaans voetballer
- 1977 - Vandana De Boeck, Belgisch model, actrice en presentatrice
- 1978 - Alesha Dixon, Brits zangeres
- 1978 - Simon Schoch, Zwitsers snowboarder
- 1979 - Shawn Ashmore, Canadees acteur
- 1980 - Anne van Es-van den Hurk, Nederlands atlete
- 1980 - Jean-Marc Gaillard, Frans langlaufer
- 1980 - Andrej Kapralov, Russisch zwemmer
- 1980 - Olesja Zykina, Russisch atlete
- 1981 - Tess Goossens, Belgisch omroepster en televisiepresentatrice
- 1981 - Geoffrey Mutai, Keniaans atleet
- 1983 - Maksim Trankov, Russisch kunstschaatser
- 1984 - Simon Poulsen, Deens voetballer
- 1984 - Mauro Santambrogio, Italiaans wielrenner
- 1985 - Mattias Hargin, Zweeds alpineskiër
- 1985 - Daniele Meucci, Italiaans atleet
- 1985 - Laura Ponticorvo, Nederlands-Italiaans mediapersoonlijkheid en youtuber
- 1986 - Regina Bruins, Nederlands wielrenster
- 1986 - Lee Nguyen, Amerikaans voetballer
- 1986 - Vũ Thị Hương, Vietnamees atlete
- 1987 - Gorka Izagirre, Spaanse wielrenner
- 1988 - Yvonne Chapman, Canadees actrice
- 1998 - Diego Costa, Braziliaans-Spaans voetballer
- 1988 - Chad La Tourette, Amerikaans zwemmer
- 1988 - Charlotte Timmers, Belgisch actrice
- 1988 - Sebastiaan Verschuren, Nederlands zwemmer
- 1988 - Vanessa West, Amerikaans schaakster
- 1989 - Ofir Marciano, Israëlisch voetballer
- 1989 - Valentin Verga, Nederlands hockeyer
- 1990 - Sebastián Coates, Uruguayaans voetballer
- 1990 - Gersom Klok, Nederlands voetballer
- 1990 - Seinabo Sey, Zweeds zangeres en singer-songwriter
- 1990 - Lauritz Schoof, Duits roeier
- 1991 - Kevin Mirocha, Duits autocoureur
- 1991 - Lisa Ostermann, Nederlands cabaretière, actrice en zangeres
- 1992 - Neil Alberico, Amerikaans autocoureur
- 1992 - Diego Orlando Suárez, Boliviaans voetballer
- 1993 - Kimberley Bos, Nederlands skeletonster
- 1993 - Nadine Hanssen, Nederlands voetbalster
- 1994 - Fabio Basile, Italiaans judoka
- 1995 - Kavell Bigby-Williams, Brits basketballer
- 1995 - Jekaterina Rogovaja, Russisch baanwielrenster
- 1996 - Lewis Capaldi, Brits (Schots) singer-songwriter
- 1996 - Anett György, Hongaars autocoureur
- 1996 - Tobias Kersloot, Nederlands acteur
- 1996 - Ejowvokoghene Oduduru, Nigeriaans atleet
- 1996 - Lorenzo Veglia, Italiaans autocoureur
- 1996 - Guglielmo Vicario, Italiaans voetballer
- 1997 - Justyna Kaczkowska, Pools baanwielrenster
- 1997 - Kira Kosarin, Amerikaans actrice
- 1997 - Adriaan Kruisheer, Nederlands voetballer
- 1997 - Sander Provost, Belgisch acteur
- 1997 - Ingibjörg Sigurðardóttir, IJslands voetbalster
- 2000 - Stan van Dijck, Nederlands voetballer
- 2002 - Pablo Carrascosa, Spaans wielrenner
- 2003 - Zane Maloney, Barbadiaans autocoureur
- 2003 - Dieke van Straten, Nederlands voetbalster
- 2004 - Marion Bunel, Frans wielrenster
- 2005 - Maja Hagemann, Deens voetbalster
- 2005 - Elías Montiel, Mexicaans voetballer
- 2005 - Fleur Huisman, Nederlands voetbalster
- 2008 - Benjamin Buit (BenderBij), Nederlands youtuber/verslaggever.

## Overleden

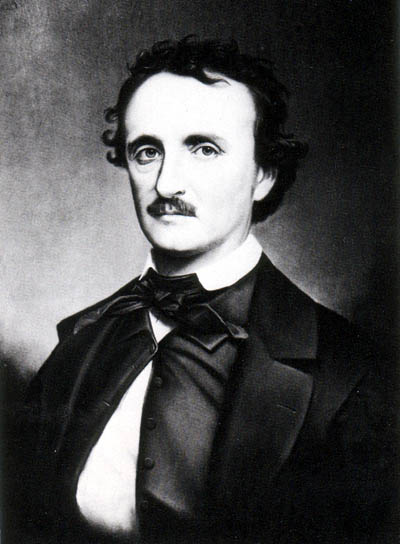
Edgar Allan Poe
overleden in 1849

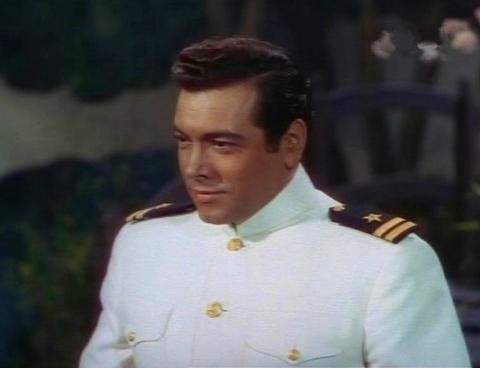
Mario Lanza
overleden in 1959

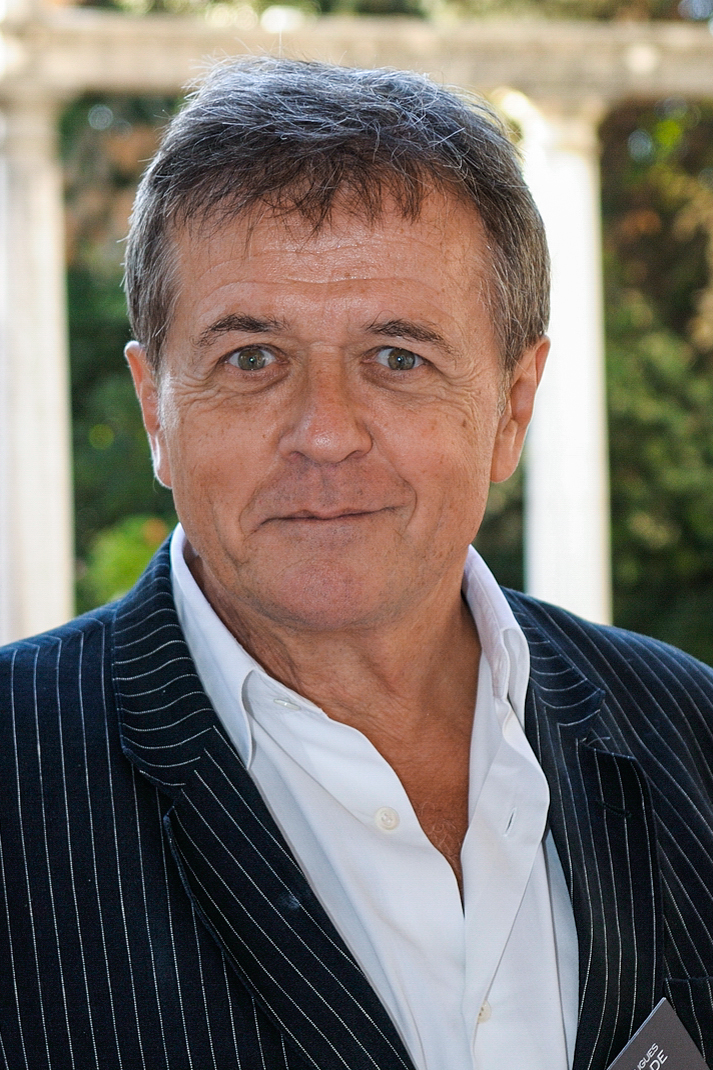
Patrice Chéreau
overleden in 2013

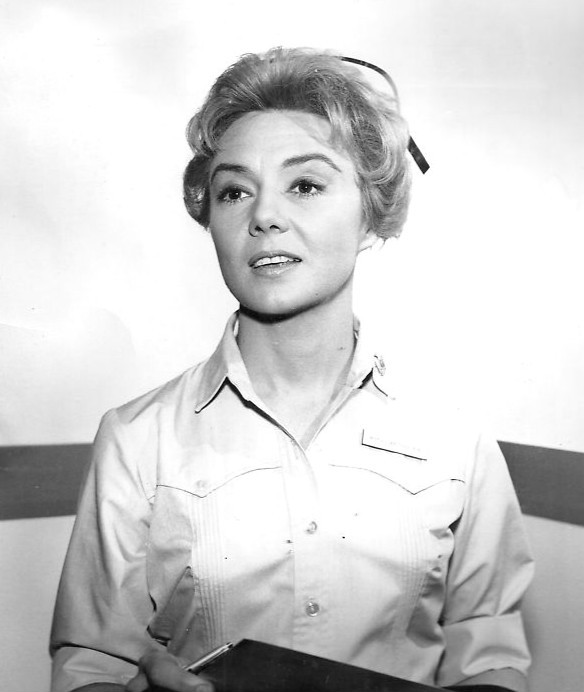
Peggy McCay
overleden in 2018

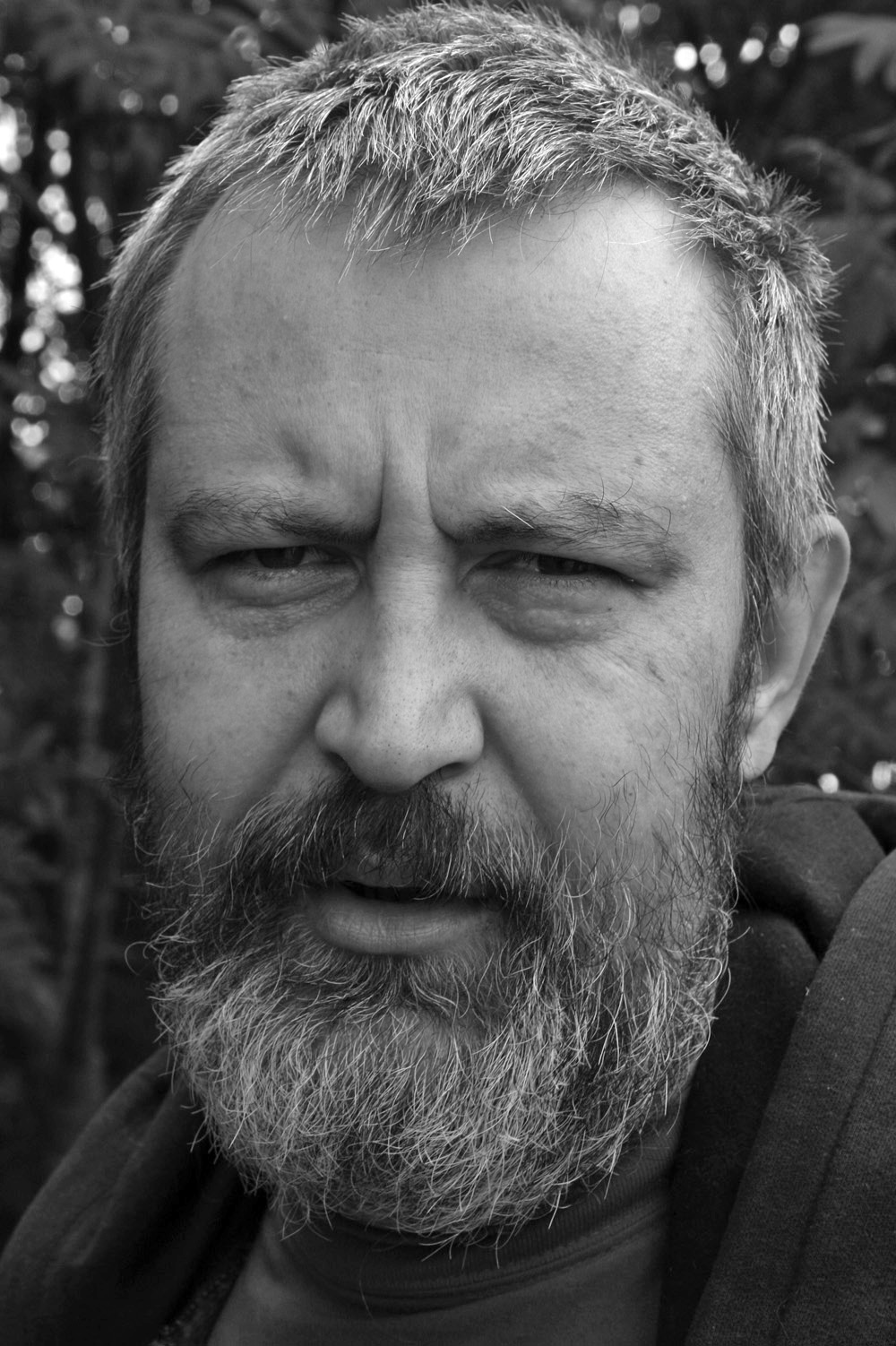
Oleg Pavlov
overleden in 2018

- 562 v.Chr. - Nebukadnezar II van Babylon
- 336 - Paus Marcus
- 929 - Karel de Eenvoudige (50), koning van Frankrijk
- 1612 - Menso Alting (70), Nederlands predikant en kerkhervormer
- 1849 - Edgar Allan Poe (40), Amerikaans schrijver
- 1892 - Thomas Woolner (66), Engels beeldhouwer en dichter
- 1894 - Oliver Wendell Holmes (85), Amerikaans dichter
- 1900 - Karel Callebert (63), Belgisch schrijver
- 1913 - Mikoláš Aleš (60), Tsjechisch kunstenaar
- 1913 - Belisario Domínguez (50), Mexicaans medicus en politicus
- 1939 - Harvey Cushing (70), Amerikaans neurochirurg, beschreef de ziekte van Cushing
- 1943 - Radclyffe Hall (63), Brits schrijfster
- 1950 - Piet Dickentman (71), Nederlands wielrenner
- 1951 - Anton Philips (77), Nederlands industrieel
- 1952 - Bram Evers (68), Nederlands atleet
- 1955 - Rodolphe William Seeldrayers (78), Belgisch sporter
- 1959 - Mario Lanza (38), Amerikaans-Italiaans opera-tenor
- 1963 - Gustaf Gründgens (63), Duits acteur
- 1966 - Johnny Kidd (30), Engels zanger
- 1969 - Léon Scieur (81), Belgisch wielrenner, winnaar Tour de France 1921
- 1970 - Rudolf Bode (89), Duits gymnastiekpedagoog
- 1973 - Ingeborg Bachmann (47), Oostenrijks schrijfster
- 1980 - Jan Cox (61), Belgisch kunstschilder
- 1990 - Rasjid bin Said Al Maktoem (78), politicus uit de Verenigde Arabische Emiraten
- 1990 - Hans Teengs Gerritsen (82), Nederlands zakenman en verzetsstrijder
- 1990 - Gerrit Jacob de Vries (84), Nederlands classicus
- 1995 - Emanuele Del Vecchio (61), Braziliaans voetballer
- 1995 - Wim Klinkenberg (71), Nederlands journalist
- 1996 - Albert Helman (92), Nederlands schrijver en verzetsstrijder
- 1998 - Cees de Vreugd (46), Nederlands 'Sterke Man' en powerlifter
- 1999 - David Huffman (74), Amerikaans informaticus
- 2001 - Herbert Block (91), Amerikaans redactioneel cartoonist
- 2002 - Cor Kint (82), Nederlands zwemster
- 2004 - Tony Lanfranchi (69), Brits autocoureur
- 2004 - Miki Matsubara (44), Japans singer-songwriter
- 2006 - Anna Politkovskaja (48), Russisch journaliste, publiciste en mensenrechtenactiviste (vermoord)
- 2006 - Miguel Sanabria (39), Colombiaans wielrenner
- 2007 - Norifumi Abe (32), Japans motorcoureur
- 2007 - Henk van Brussel (72), Nederlands voetbaltrainer
- 2008 - George Emil Palade (95), Roemeens-Amerikaans arts en celbioloog (winnaar Nobelprijs voor Geneeskunde of Fysiologie)
- 2009 - Pedro Elias Zadunaisky (91), Argentijns astronoom en wiskundige
- 2010 - Willem Vogel (90), Nederlands organist en componist
- 2011 - Ramiz Alia (85), Albanees president
- 2011 - George Baker (80), Brits acteur
- 2011 - Julien Bailleul (23), Frans voetballer
- 2011 - Pol Claeys (78), Belgisch ondernemer en oprichter Flandria-wielerploeg
- 2011 - Michel Peissel (74), Frans etnoloog en tibetoloog
- 2011 - Mildred Savage (92), Amerikaans schrijfster
- 2012 - Heriberto Lazcano Lazcano (37), Mexicaans crimineel
- 2012 - Ivo Michiels (89), Belgisch schrijver
- 2013 - Patrice Chéreau (68), Frans acteur en regisseur
- 2013 - Ovadia Yosef (93), Israëlisch rabbijn
- 2014 - Siegfried Lenz (88), Duits schrijver
- 2015 - Dominique Dropsy (63), Frans voetballer
- 2015 - Harry Gallatin (88), Amerikaans basketballer
- 2015 - Dieuwke Kollewijn (97), Nederlands kunstenares
- 2015 - Chris Yperman (80), Belgisch schrijfster en dichteres
- 2018 - Peggy McCay (90), Amerikaans actrice
- 2018 - Ludo Monset (72), Belgisch politicus
- 2018 - Oleg Pavlov (48), Russisch schrijver en essayist
- 2019 - Neale Lavis (89), Australisch ruiter
- 2019 - Stephen Pisano (73), Amerikaans theoloog
- 2019 - Ella Vogelaar (69), Nederlands politicus
- 2020 - Franz Joseph van der Grinten (87), Duits dichter, beeldend kunstenaar, kunstverzamelaar en museumdirecteur
- 2020 - Mario J. Molina (77), Mexicaans-Amerikaans scheikundige en Nobelprijswinnaar
- 2021 - James Brokenshire (53), Brits politicus
- 2022 - Ronnie Cuber (80), Amerikaans jazzmuzikant
- 2022 - Susanna Mildonian (82), Belgisch harpiste
- 2022 - Shoshana Netanyahu (99), Israëlisch advocaat en rechter
- 2022 - Bill Nieder (89), Amerikaans atleet
- 2022 - Ivan Wolffers (74), Nederlands schrijver en arts
- 2023 - Ellen Wellmann (75), Duits atlete
- 2023 - Tjerk Westerterp (92), Nederlands politicus
- 2024 - Emilio Gabaglio (87), Italiaans vakbondsbestuurder
- 2024 - Hans van Hemert (79), Nederlands muziekproducent, componist en tekstdichter
- 2024 - Cissy Houston (91), Amerikaans zangeres
- 2024 - Marten Koopmans (85), Nederlands politicus
- 2024 - Recai Kutan (94), Turks politicus
- 2024 - Nicholas Pryor (89), Amerikaans acteur

## Viering/herdenking

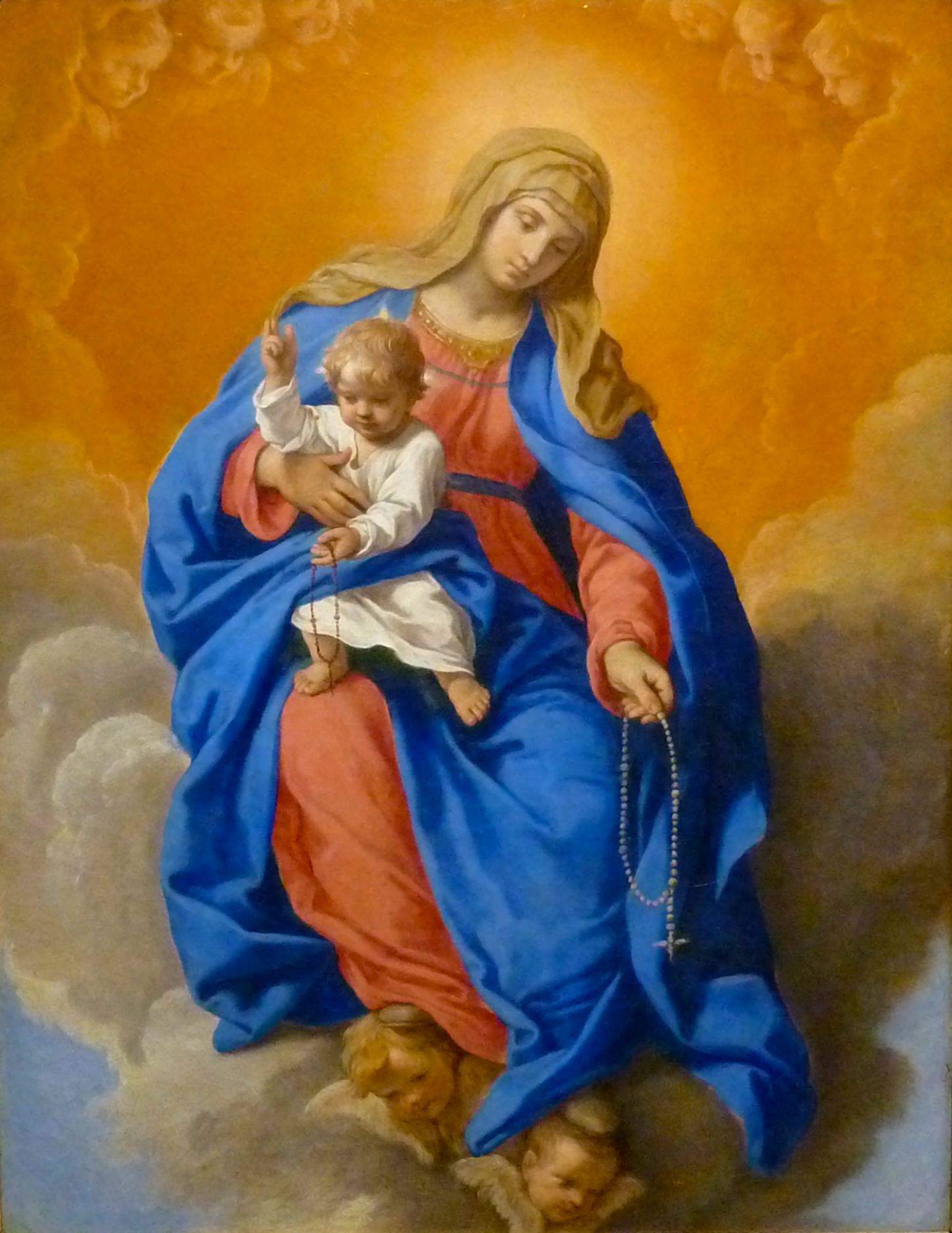
OLV v/d H. Rozenkrans

- Mexico - Herdenking van de opoffering van senator Belisario Domínguez.
- Rooms-Katholieke kalender:
  - Feest van Onze-Lieve-Vrouw van de Heilige Rozenkrans (1571) - Gedachtenis
  - Heilige Justina (van Padua) († c. 304)
  - Heilige Markus I († 336)
  - Heilige Julia († c. 300)
  - Heilige Geraldus van Keulen († 13e eeuw)
  - Heilige Augustus van Bourges († c. 560)
  - Heiligen Sergius en Bacchus († c. 303)
- Brazilië - Componistendag
- Duitse Democratische Republiek - Dag van de Republiek (1950-1989). Verjaardag van de oprichting van de DDR op 7 oktober 1949

## Weerextremen

### Nederland
| | Officiële records | Officiële records | Officiële records |      | Landelijke records | Landelijke records | Landelijke records        |
| Gebeurtenis | Jaar              | Extreem           | Locatie           | Jaar | Extreem            | Locatie            |                           |
| --- | ----------------- | ----------------- | ----------------- | ---- | ------------------ | ------------------ | ------------------------- |
| Laagste etmaalgemiddelde temperatuur (°C) | 1912              | 4,2               | De Bilt           |      | 1912               | 3,5                | Maastricht                |
| Hoogste etmaalgemiddelde temperatuur (°C) | 2023              | 18,1              | De Bilt           |      | 1921               | 19,8               | Maastricht                |
| Laagste minimumtemperatuur (°C) | 1912              | −4,0              | De Bilt           |      | 1912               | −4,0               | De Bilt                   |
| Hoogste minimumtemperatuur (°C) | 2023              | 15,4              | De Bilt           |      | 2023               | 17,8               | Wijk aan Zee              |
| Laagste maximumtemperatuur (°C) | 1998              | 8,8               | De Bilt           |      | 1936               | 7,5                | Maastricht                |
| Hoogste maximumtemperatuur (°C) | 1921              | 22,4              | De Bilt           |      | 1921               | 26,6               | Maastricht                |
| Hoogste uurgemiddelde windsnelheid (m/s) | 1917              | 16,5              | De Bilt           |      | 1980               | 24,2               | IJmuiden                  |
| Hoogste windstoot (m/s) | 1954              | 31,4              | De Bilt           |      | 2003               | 34,0               | Rotterdam Geulhaven       |
| Langste zonneschijnduur (uur) | 1996              | 10,3              | De Bilt           |      | 1996               | 10,5               | Marknesse, Wilhelminadorp |
| Langste neerslagduur (uur) | 2003              | 12,6              | De Bilt           |      | 1982               | 20,2               | Maastricht                |
| Hoogste etmaalsom van de neerslag (mm) | 2003              | 22,8              | De Bilt           |      | 2009               | 62,1               | Ell                       |
| Laagste etmaalgemiddelde relatieve vochtigheid (%) | 1959              | 57                | De Bilt           |      | 1959               | 55                 | Maastricht                |
| Laagste uurwaarde luchtdruk op zeeniveau (hPa) | 1987              | 984,4             | De Bilt           |      | 1987               | 980,1              | De Kooy                   |
| Hoogste uurwaarde luchtdruk op zeeniveau (hPa) | 1919, 1962        | 1032,3            | De Bilt           |      | 1962               | 1034,4             | Eelde                     |
| Officiële records worden altijd gemeten op het KNMI-weerstation in De Bilt. Landelijke records kunnen worden gemeten op elk officieel KNMI-weerstation in Nederland. |                   |                   |                   |      |                    |                    |                           |

Uitzonderlijke gebeurtenissen
- 1942 - Laatste officiële warme dag van het jaar (maximumtemperatuur ≥ 20 °C in De Bilt)
- 1954 - Officieel maandrecord hoogste windstoot in m/s van oktober gemeten in De Bilt: 31,4
- 1964 - Laatste officiële zachte dag van het jaar (maximumtemperatuur ≥ 15 °C in De Bilt)
- 1965 - Laatste officiële warme dag van het jaar (maximumtemperatuur ≥ 20 °C in De Bilt)
- 1966 - Laatste officiële warme dag van het jaar (maximumtemperatuur ≥ 20 °C in De Bilt)
- 2023 - Landelijk hoogste minimumtemperatuur in °C van oktober dit jaar gemeten in Wijk aan Zee: 17,8

### België
Dagrecords
- 1888 en 1936 - Laagste etmaalgemiddelde temperatuur 4,7 °C
- 1921 - Hoogste etmaalgemiddelde temperatuur 20,6 °C
- 1912 - Laagste minimumtemperatuur −1,6 °C[29]
- 1921 - Hoogste maximumtemperatuur 26,8 °C
- 1982 - Hoogste etmaalsom van de neerslag 51 mm. Dit is de natste dag ooit in de maand oktober.

Uitzonderlijke gebeurtenissen
- 1912 - In Rochefort daalt de minimumtemperatuur tot –7,8 °C.
- 1936 - Maximumtemperatuur tot 10,6 °C in Oostende en 4,5 °C in Wardin (Bastenaken).
- 1959 - Temperatuur tot 24,4 °C in Oostende.
- 1982 - Neerslaghoeveelheden tot 119 mm in Beauvechain en 156 mm in Botrange (Weismes).
- 2009 - Onweersbuien zorgen voor neerslagtotalen tot 84,1 mm in Waver. Ook wordt er, voor de maand oktober, een recordaantal blikseminslagen waargenomen.

<< · 1 · 2 · 3 · 4 · 5 · 6 · 7 · 8 · 9 · 10 · 11 · 12 · 13 · 14 · 15 · 16 · 17 · 18 · 19 · 20 · 21 · 22 · 23 · 24 · 25 · 26 · 27 · 28 · 29 · 30 · 31 · >>